# Wattenscheid (Bochum)
Wattenscheid è un distretto urbano di Bochum, città tedesca in Renania Settentrionale-Vestfalia, nel distretto governativo di Arnsberg.
Ha una superficie di 23,9 km² e una popolazione di circa 74 000 abitanti.
Vi hanno sede alcune fabbriche rinomate, ad esempio la Steilmann.

## Suddivisione amministrativa
Il distretto urbano di Wattenscheid si divide in 9 quartieri (Ortsteil):
- Eppendorf
- Günnigfeld
- Höntrop
- Leithe
- Mitte
- Munscheid
- Sevinghausen
- Südfeldmark
- Westenfeld

## Storia
Wattenscheid costituì una città indipendente fino al 1975, quando fu annessa a Bochum, nonostante il parere contrario della cittadinanza.

## Sport
La società calcistica "SG Wattenscheid 09", che militò nella Bundesliga dal 1990 al 1994 e ora gioca nella Regionalliga, nonché la rispettiva squadra femminile, che disputò la massima serie del campionato nazionale femminile nel 2007-08, hanno sede a Wattenscheid.
La squadra di scacchi "SV Wattenscheid" gioca nella prestigiosa Schach-Bundesliga.